# Gorovići, Kotor
Gorovići este un sat din comuna Kotor, Muntenegru. Conform datelor de la recensământul din 2003, localitatea are 44 de locuitori (la recensământul din 1991 erau 70 de locuitori).

## Demografie
În satul Gorovići locuiesc 42 de persoane adulte, iar vârsta medie a populației este de 56,8 de ani (57,0 la bărbați și 56,6 la femei). În localitate sunt 19 gospodării, iar numărul mediu de membri în gospodărie este de 2,32.
Această localitate este populată majoritar de sârbi (conform recensământului din 2003).
|  |

| Demografie | Demografie | Demografie |
| An         | Locuitori  | Locuitori  |
| ---------- | ---------- | ---------- |
|            |            |            |
|            |            |            |
|            |            |            |
|            |            |            |
| 1948       | 157        |            |
| 1953       | 158        |            |
| 1961       | 143        |            |
| 1971       | 120        |            |
| 1981       | 86         |            |
| 1991       | 70         | 70         |
| 2003       | 44         | 44         |

| \| Componența etnică conform recensământului din 2003[2] \| Componența etnică conform recensământului din 2003[2] \| Componența etnică conform recensământului din 2003[2] \| Componența etnică conform recensământului din 2003[2] \| Componența etnică conform recensământului din 2003[2] \| \| ----------------------------------------------------- \| ----------------------------------------------------- \| ----------------------------------------------------- \| ----------------------------------------------------- \| ----------------------------------------------------- \| \| \| \| \| \| \| \| Sârbi \| Sârbi \| \| 30 \| 68,18% \| \| Muntenegreni \| Muntenegreni \| \| 14 \| 31,81% \| \| necunoscută \| necunoscută \| \| 0 \| 0% \| |              |  |    |        |
| Componența etnică conform recensământului din 2003 |              |  |    |        |
| |              |  |    |        |
| Sârbi | Sârbi        |  | 30 | 68,18% |
| Muntenegreni | Muntenegreni |  | 14 | 31,81% |
| necunoscută | necunoscută  |  | 0  | 0%     |